# Chemseddine Chtibi
Chemseddine Chtibi (arab. شمس الدين شطيبي, ur. 14 grudnia 1982) – marokański piłkarz, grający na pozycji ofensywnego pomocnika. Były reprezentant kraju.

## Kariera klubowa

### FUS Rabat (–2011)
Zaczynał karierę w FUSie Rabat. Z tym zespołem zdobył puchar Maroka (2009/10) i Afrykański Puchar Konfederacji (2010).

### Maghreb Fez (2011–2012)
1 lipca 2011 roku trafił do Maghrebu Fez. W tym zespole zadebiutował 20 sierpnia w meczu przeciwko Hassanii Agadir, wygranym 2:0, grając cały mecz. Pierwszego gola strzelił 12 listopada w meczu przeciwko FUSowi Rabat, przegranym 2:1. Do siatki trafił w 72. minucie. Pierwszą asystę zaliczył 18 kwietnia 2012 roku w meczu przeciwko Wydadowi Casablanca, zremisowanym 1:1. Asystował przy golu w 82. minucie. Z Maghrebem zdobył puchar kraju, Afrykański Puchar Konfederacji i Afrykański Super Puchar. Łącznie w tym okresie gry w Fezie zagrał 17 meczów, strzelił gola i miał asystę.

### Raja Casablanca (2012–2014)
1 lipca 2012 roku trafił do Rai Casablanca. W tym zespole zadebiutował 2 listopada w meczu przeciwko OC Safi, zremisowanym 2:2. W debiucie asystował przy golu w 82. minucie. Pierwszego gola strzelił 30 grudnia w meczu przeciwko Renaissance Berkane, wygranym 3:2. Do siatki trafił w 45. minucie. Z Rają zagrał na Klubowych Mistrzostwach Świata, gdzie doszedł do finału. Z Rają zdobył puchar i mistrzostwo kraju. Łącznie zagrał 36 meczów, strzelił 3 gole i zanotował 10 asyst.

### FAR Rabat (2014)
8 stycznia 2014 roku trafił do FARu Rabat. W tym zespole zadebiutował 2 kwietnia w meczu przeciwko Moghrebowi Tetuan, zremisowanym 1:1. Wszedł na ostatnią minutę meczu. Łącznie zagrał 2 mecze.

### Powrót do Maghrebu (2014–2015)
1 sierpnia 2014 roku wrócił do Maghrebu Fez. Ponownie zadebiutował tam 20 września w meczu przeciwko FUSowi Rabat, przegranym 2:1, grając 35 minut. Łącznie w tym okresie gry w Maghrebie zagrał 8 meczów i strzelił gola.

### Kawkab Marrakesz (2015–2016)
13 stycznia 2015 roku trafił za 28 tys. euro do Kawkabu Marrakesz. W tym zespole zadebiutował 12 dni później w meczu przeciwko Hassanii Agadir, wygranym 0:1, grając 80 minut. Pierwszą asystę zaliczył 19 grudnia również w meczu przeciwko Hassanii Agadir, zremisowanym 1:1. Asystował przy golu w 19. minucie. Łącznie zagrał 18 meczów i miał asystę.

### Dalsza kariera (2017–2019)
16 stycznia 2017 roku trafił do Widadu Témara (od 1 września 2016 roku był bez klubu).
1 września 2017 roku został graczem Olympique Youssoufia.
1 lipca 2019 roku ogłosił zakończenie kariery.

## Kariera reprezentacyjna
Zagrał dwa mecze w reprezentacji – w jedynym wszedł z ławki, a w drugim grał w „podstawie”.